# 육군사이버사령부
미국 육군사이버사령부(United States Army Cyber Command (ARCYBER))는 미국 육군의 사이버전 사령부이자 미국 사이버사령부의 육군근무구성군이다. 조지아주 포트 아이젠아워에 본부를 두고 있다.

## 역사
육군참모총장은 2010년 2월 1일에 버지니아주 포트 벨보어에 별동 사령부와 작전소를 설립할 것을 지시하고, 육군부 본부의 G-3/5/7는 집행명령 제155-10호를 5월 11일에 발표해 육군사이버군(ARFORCYBER)의 설립을 지시하였다. 열흘 뒤, 5월 21일에 수도권 안에 육군사이버사령부 본부와 육군사이버스페이스작전통합원(ACOIC)을 설립한다고 발표하였고, 조직은 휘하 미국 사이버사령부의 육군근무구성사령부로 지정되어 레트 A. 헤르난데즈 소장의 지휘아래에 6월 29일 초기가동을 시작하여 10월 1일 금요일에 완전한 기능성을 갖추고 , 네트워크기획기술사령부와 첩보보안사령부를 대신하여 사이버전을 수행하기 시작하였다.
네트워크기획기술사령부를 예속하고 네트워크기획원과 지역사이버센터(Regional Cyber Center)을 겸하는 주둔지의 통신소와 정보보안사령부 산하 제780군사첩보여단의 운영통제권한을 넘겨받았다.
2013년 12월 20일, 조지아주 오거스타 포트 고든에 본부를 옮겼다.
2010년 10월에 육군사이버사령부의 작전군을 맡았던 제2군 본부가 2017년 4월 3일에 해산하면서 계보가 분리되었다.
2018년 5월 3일, 미국 국방부의 펜타곤 대변인 다나 W. 화이트는 미국 사이버사령부를 10번째 통합전투사령부로 승격한다고 발표하였다.
2019년 1월 11일, 포트 루이스에서 첫 I2CEWS→첩보, 정보, 사이버, 전자전 및 우주대대가 창설되었다. 육군부는 이 부대의 이름을 제915사이버전지원대대로 명명하였다.
2020년 7월 24일, 육군사이버사령부 본부는 포트 아이젠아워로의 이사를 끝마치고 부대기를 내걸었다.

## 산하 조직
현재 육군사이버사령부에 소속되어 있거나 협력하는 부대는 다음과 같다:

### 현재
운영(Operate)
- 네트워크기획기술사령부(NETCOM)

방호(Prptect)
- 현역: 사이버방호여단(Cyber Protection Brigade)[7]
- 국가방위대: 제91사이버여단(91st Cyber Brigade)[8]
- 미국 육군 예비군 사이버방호여단(U.S. Army Reserve Cyber Protection Brigade)

공격(Attack)
- 사이버합동전력본부(Joint Force Headquarters-Cyber (JFHQ-C))
- 제780군사첩보여단 (사이버)[9]
  - 제11사이버대대, 옛 제915사이버전대대[10]

영향(Influence)
- 제1정보작전사령부 (IOC)
- 민사심리작전사령부
  - 제56전구정보작전단
  - 제71전구정보작전단
  - 제151전구정보작전단(영어판)[11]

통지(Inform)
- Cyber Military Intelligence Group→사이버군사첩보단 (CMIG)[12]

### 2020년
2020년 당시의 사이버사령부의 조직 구조는 다음과 같다:
- 사이버합동전력본부 (Cyber Joint Forces Headquarters) - 포트 아이젠아워
- 네트워크기획기술사령부 (NETCOM) - 포트 후아추카
- 제1정보작전사령부 (1st IOC)(OPCON) - 포트 벨보어
- 제780군사첩보여단 (OPCON) - 포트 조지 G. 미드
- 사이버방호여단 - 포트 아이젠아워
- 지역사이버센터 (RCC)
  - 제2통신소/RCC 본토 - 애리조나주 포트 후아추카; 2005년 10월 16일[14]
  - 제5통신소/RCC 유럽 - 독일 비스바덴; 2006년 10월 16일[15]
  - 제6통신소/RCC 한국 - 대한민국 대구광역시 캠프 워커; 2006년[16]
  - 제4통신소/RCC 태평양 - 하와이주 포트 샤프터; 2005년 10월 16일[17]
  - 제3통신소/RCC 서남아시아 - 쿠웨이트 캠프 아리프잔; 2005년 10월 16일[18]

## 같이 보기
- 미국 사이버사령부
- 미국 해군 제10함대/함대사이버사령부
- 미국 공군 제16공군
- 미국 해병대 사이버스페이스사령부
- 미국 사이버 우주군

## 참고
1. ↑  “Army establishes Army Cyber Command” (영어). United States Army Public Affairs. 2010년 10월 1일. 2019년 12월 16일에 확인함.
2. ↑  “Army Settles On Augusta For Cyber Forces Headquarters” (영어). NextGov. 2019년 12월 16일.
3. ↑  Lisa Ferdinando (2018년 5월 3일). “Cybercom to Elevate to Combatant Command” (영어). United States Department of Defense Public Affairs. 2019년 12월 16일에 확인함.
4. ↑  Meghann Myers (2019년 3월 27일). “This new Army unit could help the US win the next Cold War”. ArmyTimes. 2019년 11월 26일에 확인함.
5. ↑  “Army Cyber Command ceremony heralds its arrival at new headquarters at Fort Gordon” (영어). United States Army Public Affairs Office. 2020년 7월 24일. 2020년 8월 3일에 확인함.
6. ↑  “Our Units” (영어). 2023년 7월 6일에 확인함.
7. ↑  “U.S. Army Cyber Protection Brigade” (영어). 2023년 7월 6일에 확인함.
8. ↑  “91st Cyber Brigade” (영어). Virginia Army National Guard. 2023년 7월 6일에 확인함.
9. ↑  “780th Military Intelligence Brigade” (영어). 2023년 7월 8일에 원본 문서에서 보존된 문서. 2023년 7월 6일에 확인함.
10. ↑  “780th Military Intelligence Brigade: Units” (영어). 2023년 7월 7일에 원본 문서에서 보존된 문서. 2023년 7월 6일에 확인함.
11. ↑  “151st Theater Information Operations Group” (영어). 2023년 7월 7일에 원본 문서에서 보존된 문서. 2023년 7월 6일에 확인함.
12. ↑  “Cyber Military Intelligence Group” (영어). 2023년 7월 7일에 원본 문서에서 보존된 문서. 2023년 7월 6일에 확인함.
13. ↑  “United States Army Cyber Command Factsheet” (PDF) (영어). United States Army Cyber Command Public Affairs. 2019년 10월 4일. 2019년 12월 16일에 원본 문서 (PDF)에서 보존된 문서. 2019년 12월 16일에 확인함.
14. ↑  “2d Signal Center” (영어). Army Center of Military History. 2006년 4월 17일. 2019년 12월 11일에 확인함.
15. ↑  “5th Signal Center” (영어). Army Center of Military History. 2012년 1월 31일. 2019년 12월 11일에 확인함.
16. ↑  “6th Signal Center” (영어). Army Center of Military History. 2010년 9월 23일. 2017년 1월 22일에 확인함.
17. ↑  “4th Signal Center” (영어). Army Center of Military History. 2006년 5월 3일. 2019년 12월 11일에 확인함.
18. ↑  “3d Signal Center” (영어). Army Center of Military History. 2009년 4월 15일. 2019년 12월 11일에 확인함.

- “History” (영어). United States Army Cyber Command Public Affairs. 2019년 9월. 2020년 4월 23일에 원본 문서에서 보존된 문서. 2019년 12월 16일에 확인함.